# ناحیه ترتل ریور، شهرستان بلترمی، مینه‌سوتا
ناحیه تورتل ریور، شهرستان بلترمی، مینه‌سوتا (به انگلیسی: Turtle River Township, Beltrami County, Minnesota) یک منطقهٔ مسکونی در ایالات متحده آمریکا است که در مینه‌سوتا واقع شده‌است.

## خصوصیات
ناحیه تورتل ریور ۹۳٫۰ کیلومترمربع مساحت و ۱٬۰۸۵ نفر جمعیت دارد و ۴۲۰ متر بالاتر از سطح دریا واقع شده‌است.